# Пудрино
Пудрино — деревня в Ефимовском городском поселении Бокситогорского района Ленинградской области.

## История
ПУДРИНО — деревня Буржаевского общества, прихода Койгушского погоста. Озеро Лидское.

Крестьянских дворов — 8. Строений — 10, в том числе жилых — 8. Жители занимаются рубкой, возкой и сплавом леса.

Число жителей по семейным спискам 1879 г.: 33 м. п., 17 ж. п.; по приходским сведениям 1879 г.: 29 м. п., 22 ж. п.

В конце XIX — начале XX века деревня административно относилась к Борисовщинской волости 5-го земского участка 3-го стана Тихвинского уезда Новгородской губернии.

ПУДРИНО — деревня Буржаевского общества, дворов — 19, жилых домов — 19, число жителей: 44 м. п., 56 ж. п.
 
Занятия жителей — земледелие. Озеро Лидь. (1910 год)

С 1917 по 1918 год деревня входила в состав Борисовщинской волости Тихвинского уезда Новгородской губернии. 
С 1918 года, в составе Череповецкой губернии.
С 1927 года, в составе Буржаевского сельсовета Ефимовского района.
В 1928 году население деревни составляло 120 человек.
По данным 1933 года деревня Пудрино являлась административным центром Буржаевского сельсовета Ефимовского района, в который входили 8 населённых пунктов: деревни Борисовщина, Буржаиха, Ванюшкино, Захарьино, Печная Нива, Платаниха, Пудрино, Тресно, общей численностью населения 878 человек.
С 1954 года, в составе Абрамогорского сельсовета.
С 1965 года, в составе Бокситогорского района.
По данным 1966 и 1973 годов деревня Пудрино также входила в состав Абрамогорского сельсовета Бокситогорского района.
По данным 1990 года деревня Пудрино входила в состав Радогощинского сельсовета.
В 1997 году в деревне Пудрино Радогощинской волости проживали 6 человек, в 2002 году — также 6 человек (все русские).
В 2007, 2010 и 2015 годах в деревне Пудрино Радогощинского СП зарегистрированного населения не было.
В мае 2019 года Радогощинское сельское поселение вошло в состав Ефимовского городского поселения.

## География
Деревня расположена в северо-восточной части района к востоку от автодороги 41К-032 (Заголодно — Ефимовский — Радогощь).
Расстояние до деревни Радогощь — 10 км.
Расстояние до ближайшей железнодорожной станции Ефимовская — 43 км.
Деревня находится на южном берегу Лидского озера.

## Демография
| 1997 | 2002 | 2007 | 2010 | 2017 |
| ---- | ---- | ---- | ---- | ---- |
| 6    | →6   | ↘0   | →0   | →0   |

## Инфраструктура
На 1 января 2017 года в деревне было зарегистрировано: домохозяйств — 1, проживающих постоянно — 1 человека.